# Расти или уходи
Расти или уходи — принцип корпоративной культуры ряда организаций (в основном используется в консалтинге), означающий, что каждый работник организации должен «дорасти» за определенное время до более высокой должности. Если работник не сможет достигнуть этого, он должен покинуть компанию.
Принцип «Расти или уходи» распространен в сфере бухгалтерского учета в Северной Америке, в первую очередь — в компаниях «Большой четверки», которые используют эту политику и в других странах своего присутствия.
«Расти или уходи» рассматривается как «признак жесткого подхода консалтинговой индустрии к ведению бизнеса». Наиболее распространено использование этого принципа в Bain & Co и McKinsey & Company. Среди иных компаний аналогичный подход применяет компания Cravath, Swaine & Moore, где он получил название «система Cravath»: юристы должны достигнуть статуса партнера фирмы в течение десяти лет после приема на работу, или должны покинуть компанию.